# Sree Leela
Pour les articles homonymes, voir Leela (homonymie).
 (février 2024).
La mise en forme du texte ne suit pas les recommandations de Wikipédia : il faut le « wikifier ».
Les points d'amélioration suivants sont les cas les plus fréquents. Le détail des points à revoir est peut-être précisé sur la page de discussion.
- Les titres sont pré-formatés par le logiciel. Ils ne sont ni en capitales, ni en gras.
- Le texte ne doit pas être écrit en capitales (les noms de famille non plus), ni en gras, ni en italique, ni en « petit »…
- Le gras n'est utilisé que pour surligner le titre de l'article dans l'introduction, une seule fois.
- L'italique est rarement utilisé : mots en langue étrangère, titres d'œuvres, noms de bateaux, etc.
- Les citations ne sont pas en italique mais en corps de texte normal. Elles sont entourées par des guillemets français : « et ».
- Les listes à puces sont à éviter, des paragraphes rédigés étant largement préférés. Les tableaux sont à réserver à la présentation de données structurées (résultats, etc.).
- Les appels de note de bas de page (petits chiffres en exposant, introduits par l'outil «  Source ») sont à placer entre la fin de phrase et le point final[comme ça].
- Les liens internes (vers d'autres articles de Wikipédia) sont à choisir avec parcimonie. Créez des liens vers des articles approfondissant le sujet. Les termes génériques sans rapport avec le sujet sont à éviter, ainsi que les répétitions de liens vers un même terme.
- Les liens externes sont à placer uniquement dans une section « Liens externes », à la fin de l'article. Ces liens sont à choisir avec parcimonie suivant les règles définies. Si un lien sert de source à l'article, son insertion dans le texte est à faire par les notes de bas de page.
- La présentation des références doit suivre les conventions bibliographiques. Il est recommandé d'utiliser les modèles {{Ouvrage}}, {{Chapitre}}, {{Article}}, {{Lien web}} et/ou {{Bibliographie}}. Le mode d'édition visuel peut mettre en forme automatiquement les références.
- Insérer une infobox (cadre d'informations à droite) n'est pas obligatoire pour parachever la mise en page.

Pour une aide détaillée, merci de consulter Aide:Wikification.
Si vous pensez que ces points ont été résolus, vous pouvez retirer ce bandeau et améliorer la mise en forme d'un autre article.
Sreeleela (connu aussi sous le nom de Sree Leela)est une actrice américaine, née le 14 juin 2001, qui joue principalement dans les cinémas Telugu et Kannada. Elle commença sa carrière avec un rôle principal dans le film du cinéma Kannada, Kiss (2019), puis a joué dans les films Telugu Pelli SandaD (2021) et Dhamaka (2022). Ce dernier lui a valu le prix SIIMA de la meilleure actrice – Telugu . En 2023, elle connaît trois échecs critiques et commerciaux, avec Skanda, Aadikeshava et Extra Ordinary Man, qui ont freiné sa carrière,.

## Vie privée
Sree Leela est née le 14 juin 2001, dans une famille parlant couramment le telugu à Détroit (Michigan, États-Unis) et a grandi à Bangalore, en Inde,. Sa mère, nomée Swarnalatha, est une gynécologue basée à Bangalore. Elle était mariée à l'industriel, Surapaneni Subhakara Rao. Leela est née après la séparation du couple,.
Leela a commencé, durant son enfance une formation en danse Bharatanatyam. Elle souhaite devenir médecin et, en 2021, elle était en dernière année de son MBBS.
En février 2022, Leela adopte deux enfants handicapés.

## Carrière

### 2019-2020: début de carrière
Le réalisateur AP Arjun a regardé les photos de Leela, prises par le directeur photo Bhuvan Gowda, postées sur les réseaux sociaux et l'a choisie pour son film, Kiss, sorti en 2019. L'actrice a déclaré qu'elle avait choisi de commencer sa carrière dans des films en langue Kannada alors qu'elle avait grandi à Bangalore, malgré ses contacts dans le cinéma telugu.
Le tournage de Kiss a commencé en 2017, alors que Leela était en première année de son cursus pré-universitaire. Le film sort en 2019 et s'est avéré être un succès au box-office. A. Sharadhaa du New Indian Express a déclaré que Leela avait fait des débuts confiants en écrivant : « Sreeleela a l'air élégante et attire la même attention. » Le critique du Times of India, Vinay Lokesh, a fait écho à ce sentiment en déclarant que "Leela brillait dans son rôle". Un mois plus tard, son deuxième film, Bharaate, avec Sriimurali, sortait. Passant en revue sa performance pour The News Minute, Aravind Shwetha a écrit : "Leela est douée avec Sri Murali en ce qui concerne le jeu d'acteur et la présence à l'écran." Sharadhaa du New Indian Express a écrit que "C'est le deuxième film de Sreeleela, et elle semble  être à l'aise devant la caméra et répond à ce que le rôle exige."

### 2021-temps actuels

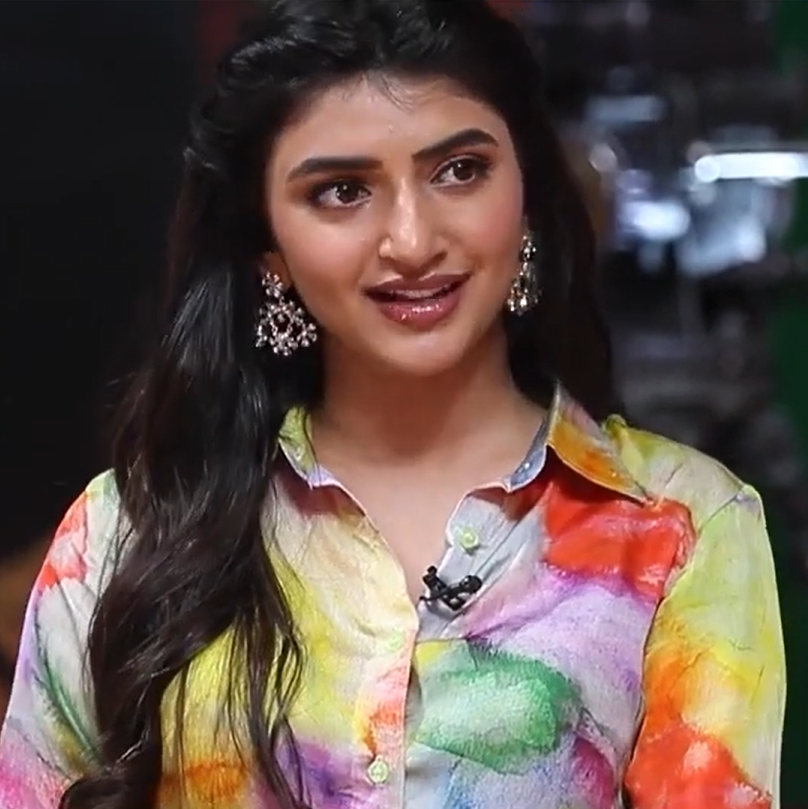
Leela en 2021.

En 2021, Leela a participé au film musical romantique Pelli SandaD, marquant ses débuts dans le cinéma Telugu. L'actrice a décrit son personnage comme un "rôle à tomber par terre". Bien que le film ait reçu des critiques négatives, le rôle de Leela a été apprécié par la critique. Sangeetha Devi de The Hindu a qualifié le film de « showreel coûteux » du couple principal, Roshan et Leela, estimant qu'ils avaient l'air frais et effervescents mais manquaient de chimie.
En 2022, Leela a joué dans la comédie romantique kannada By Two Love . Appréciant sa performance, Sunayana Suresh du Times of India a déclaré: "Sreeleela vole la vedette avec un rôle qui lui propose d'être plus qu'un simple régal pour les yeux dans un film. Elle brille particulièrement dans les scènes émotionnelles." Sharadhaa du New Indian Express a estimé que c'était « un plaisir de la regarder » dans le film. Une critique du Deccan Herald a estimé que même si elle était impressionnante, la prononciation kannada de Leela pouvait être améliorée. Elle a ensuite fait une apparition spéciale dans la chanson « Trademark » du film James de 2022. À la suite du succès de Pelli SandaD, Leela a reçu plusieurs offres de films Telugu,. Elle a ensuite joué dans Dhamaka, aux côtés de Ravi Teja . Le film a été un succès au box-office.
Elle a ensuite joué dans Skanda, avec Ram Pothineni. Le film a reçu des critiques mitigées voire négatives de la part des critiques et a été un échec commercial. Leela est ensuite apparue dans Bhagavanth Kesari, aux côtés de Nandamuri Balakrishna et Kajal Aggarwal, réalisé par Anil Ravipudi . Le film a reçu des critiques mitigées à positives de la part des critiques. Le film a été un succès au box-office, devenant l'un des films Telugu les plus rentables de 2023, et Leela a reçu des éloges pour sa performance. Elle est ensuite apparue dans le film Aadikeshava, face à Panja Vaisshnav Tej et réalisé par Srikanth N Reddy, qui fut également un échec critique et commercial. Elle a également joué dans Extra Ordinary Man, aux côtés de Nithin, sorti le 8 décembre 2023. Le film a reçu des critiques mitigées voire négatives de la part des critiques et a été une bombe au box-office.
En 2024, Sreeleela a joué le rôle principal face à Mahesh Babu dans Guntur Kaaram. Neeshita Nyayapati de Hindustan Times a écrit: "Alors que Sreeleela danse comme un rêve, son personnage aurait pu avoir le moins du monde une influence sur l'histoire."

## Filmographie
| Année | Titre              | Rôle                  | Langue   | Notes                                                              |        |
| ----- | ------------------ | --------------------- | -------- | ------------------------------------------------------------------ | ------ |
| 2019  | Kiss               | Nandini               | Kannada  |                                                                    | [ 37 ] |
| 2019  | Bharaate           | Radha                 | Kannada  |                                                                    | [ 17 ] |
| 2021  | Pelli SandaD       | Kondaveeti Sahasra    | Télougou |                                                                    | [ 22 ] |
| 2022  | By Two Love        | Leela                 | Kannada  |                                                                    | [ 38 ] |
| 2022  | James              | Herself               | Kannada  | L'actrice a une apparence particulière durant la chanson Trademark | [ 39 ] |
| 2022  | Dhamaka            | Pranavi Reddy         | Télougou |                                                                    | [ 40 ] |
| 2023  | Skanda             | Sreeleela Reddy       | Télougou |                                                                    | [ 41 ] |
| 2023  | Bhagavanth Kesari  | Vijayalakshmi         | Télougou |                                                                    | [ 42 ] |
| 2023  | Aadikeshava        | Chitra                | Télougou |                                                                    | [ 43 ] |
| 2023  | Extra Ordinary Man | Likitha               | Télougou |                                                                    | [ 44 ] |
| 2024  | Guntur Kaaram      | Amukta "Ammu" Malyada | Télougou |                                                                    | [ 45 ] |

## Récompenses et nominations
| Année | Film         | Prix  | Catégorie                                  | Résultat |        |
| ----- | ------------ | ----- | ------------------------------------------ | -------- | ------ |
| 2021  | Kiss         | SIIMA | Meilleur début féminin – Kannada           | Lauréat  | [ 46 ] |
| 2022  | Pelli SandaD | SIIMA | Nouvelle venue la plus prometteuse (femme) | Lauréat  | [ 47 ] |
| 2023  | Dhamaka      | SIIMA | Meilleure actrice – Telugu                 | Lauréat  | [ 48 ] |